# Paul Wilson (Leichtathlet)
Paul Wilson (* 30. Juli 1947) ist ein ehemaliger US-amerikanischer Stabhochspringer.
Am 23. Juni 1967 verbesserte er bei den US-Meisterschaften in Bakersfield den Weltrekord von Bob Seagren um zwei Zentimeter auf 5,38 m. Seagren holte sich im Jahr darauf den Weltrekord zurück.